# Вюрхвиц
Вюрхвиц (нем. Würchwitz) — деревня в Германии, в земле Саксония-Анхальт. Входит в состав города Цайца района Бургенланд.
Население составляет 642 человека (на 31 декабря 2006 года). Занимает площадь 14,17 км².

## История
Впервые упоминается в 1147 году.
Ранее имела статус общины (коммуны). 1 июля 2009 года вместе с соседними населёнными пунктами вошла в состав города Цайц.

## Ежегодные мероприятия
Ежегодно в июне проводится праздник «Wurchwitzer Kleefest».
Вюрхвиц известен своим сыром мильбенкезе, который зреет в ящике с отрубями и специальными клещами. Отруби являются основным кормом клещей. Выделения этих клещей и придают этому сыру его неповторимый вкус и аромат. В селе поставлен памятник этому клещу.

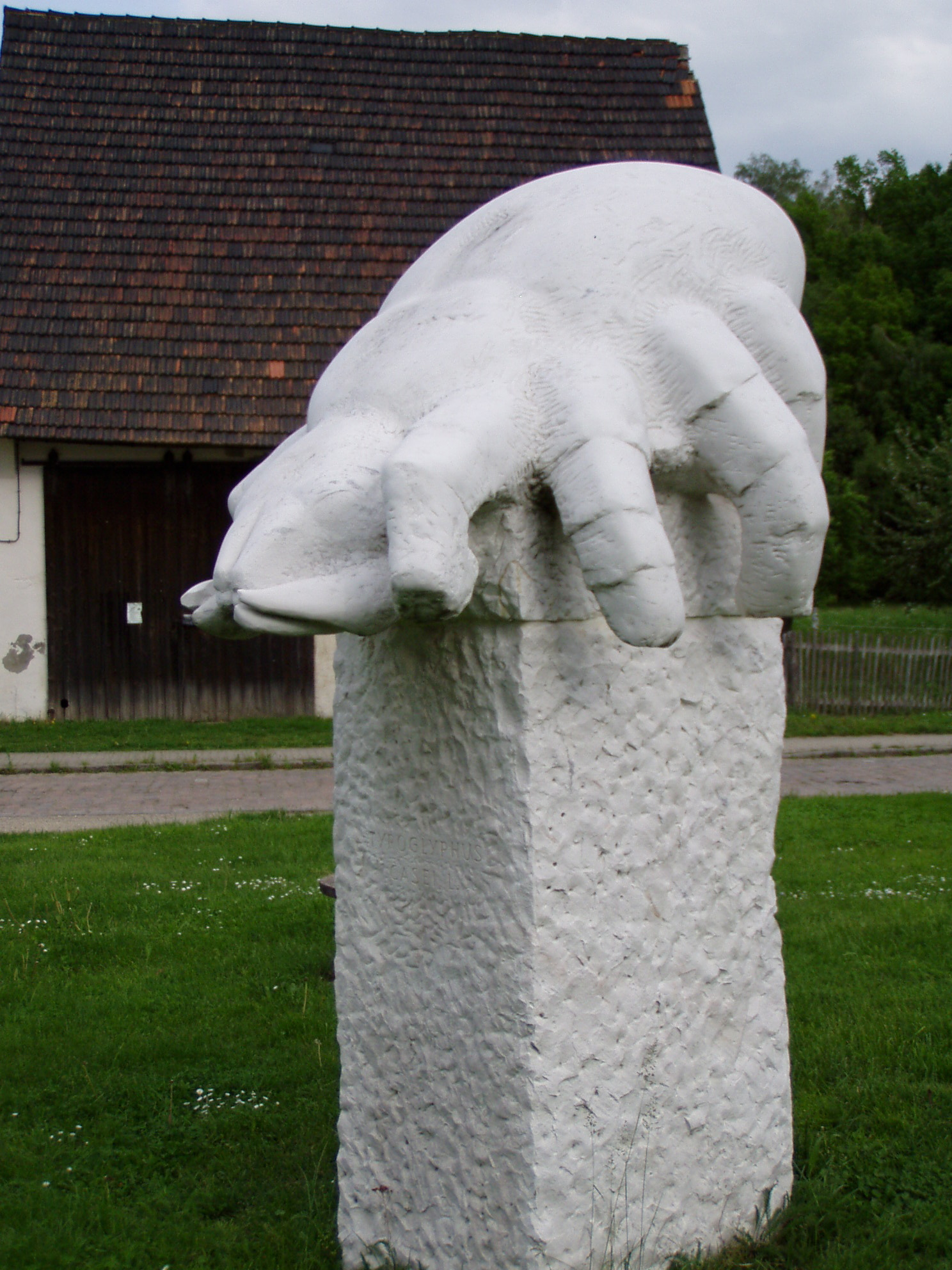
Памятник сырному клещу в Вюрхвице